# 稲村耕雄
稲村 耕雄（いなむら やすお、1908年12月21日 - 1967年4月24日）は、日本の無機化学者、色彩学者。元東京工業大学教授。インターカラー共同設立者。

## 人物・経歴
東京出身。
父は中型ゆかた本舗の染色会社社長で、経営者になるため当初は東京高等商業学校（現一橋大学）を志望していたが、戦後恐慌のため家業が倒産し、1930年に東京高等工業学校染料科を卒業。1933年東京工業大学染料化学科卒業。1938年から日仏交換留学生としてコレージュ・ド・フランス、モンペリエ大学科学研究所に留学。
東京工業大学講師、東京工業大学助教授を経て、東京工業大学教授。1949年大阪大学理学博士。
1953年日本流行色協会発起人。1963年インターカラー設立。
国際色彩学会（AIC）の発足の際にも関りがあり、1965年にスイス・リュサンでの会合に日本代表として出席している。

## 著書
- 『研究と条件』生活社 1942
- 『研究と動員』日本評論社 1944
- 『色彩論』岩波書店 1955
- 『色彩調節』オーム社 1955
- 『化学』開隆堂出版 1956
- 『色いろは : 小事典』光文社 1957
- 『色彩入門 : 現代人のカラー・ガイド』講談社 1965
- 『カラーABC : 暮しのための色彩案内』保育社 1966

### 編集
- 『フランス科学の展望』白水社 1949
- 『工業と色彩』修道社 1956

### 翻訳
- セルジュ・チャコチン『研究と組織』白水社 1942
- ジョルジュ・ユルバン『一般化学 : 基本概念と基礎原理』白水社 1949
- ジェームス・ストークレー『科学は世界を創造する』新教育事業会 1950
- アンリ・シャトリエ 『実験科学方法論』白水社 1951
- アンリ・ジベロ『ヴィニル樹脂』イブニングスター社 195
- マルセル・ボル, ジャン・ドゥルニョン『色彩の秘密』白水社 1955